# 店子乡 (三门峡市)
店子乡，是中华人民共和国河南省三門峽市陕州区下辖的一个乡镇级行政单位。

## 行政区划
店子乡下辖以下地区：
店子村、陈家院村、大石涧村、白石崖村、黄塘村、杨家河村、湾子村、宽坪村和粟子坪村。